# Marie-Lune
Marie-Lune est une série de bande dessinée humoristique française écrite par Sylvia Douyé et dessinée par Yllya. Elle est publiée depuis 2009 par Vents d'Ouest.
Ces bandes dessinées racontent les mésaventures de Marie-Lune, adolescente vivant dans le luxe grâce à la fortune de son père.

## Synopsis
Les aventures dépensières et top branchées d’une ado qui a plus d’un tour dans son sac !
Nom : Marie Lune. Passion : Le shopping et la mode. Son but : choper le dernier sac Golce et Dabana en vente dans sa boutique favorite. Celui qui collera pile-poil avec les bottes Padra qu’elle n’a pas encore achetées, mais dont elle espère qu’elles colleront pile-poil avec son sac ! Il faut dire que les poches de Marie-Lune ne sont pas assez grandes pour tout l’argent que son industriel de père donne à sa fifille chérie ! Mais la vie de Marie-Lune n’en est pas pour autant facilitée, car toutes ses copines, elles aussi enfants gâtées rivalisent d’ardeur dans l’art d’être le nombril du monde…
Construits en gags d’une page tout en offrant une intrigue au long cours, Marie Lune c’est la plus glamour des séries d’humour ! Mais également une série qui nous présente le quotidien d'une ado tendre et terriblement attachante !

## Volumes Parus
- Marie-Lune, Vents d'Ouest :

1. Je dépense donc je suis, 1er avril 2009  (ISBN 978-2-7493-0487-8).
2. Au secours, j'ai perdu ma meilleure amie, 17 février 2010  (ISBN 978-2-7493-0560-8). Album récompensé par le prix Canal J ! 2010.
3. Je suis trop love de lui, 12 janvier 2011  (ISBN 978-2-7493-0583-7).
4. C'est officiel... je la déteste !, 21 septembre 2011  (ISBN 978-2-7493-0656-8).
5. Help, j'ai la tête à l'envers !, 5 septembre 2012  (ISBN 978-2-7493-0691-9).
6. Ne me laisse pas tomber !, 4 septembre 2013  (ISBN 978-2-7493-0731-2).
7. Ma nouvelle vie, 24 septembre 2014  (ISBN 978-2-7493-0770-1).
8. Plus moche la vie !, 24 août 2016  (ISBN 978-2-7493-0810-4).
9. Je nage (presque) dans le bonheur !, 20 septembre 2017  (ISBN 978-2-7493-0847-0).
10. Retour aux sources, 27 mars 2019  (ISBN 978-2-7493-0869-2).